# International Race of Champions 1987
International Race of Champions 1987 (eller IROC XI) kördes över fyra omgångar med Geoff Bodine som mästare första gången han körde i IROC. 

## Delsegrare
| Datum       | Bana         | Vinnare      |
| ----------- | ------------ | ------------ |
| 13 februari | Daytona      | Geoff Bodine |
| 6 juni      | Mid-Ohio     | Bobby Rahal  |
| 1 augusti   | Michigan     | Al Unser Jr. |
| 8 augusti   | Watkins Glen | Geoff Bodine |

## Slutställning
| Plats | Förare               | Poäng |
| ----- | -------------------- | ----- |
| 1     | Geoff Bodine         | 76    |
| 2     | Al Unser Jr.         | 65    |
| 3     | Bobby Rahal          | 51    |
| 4     | Wally Dallenbach Jr. | 43    |
| 5     | Darrell Waltrip      | 42    |
| 6     | Bill Elliott         | 38    |
| 7     | Michael Andretti     | 33    |
| 8     | Scott Pruett         | 32    |
| 9     | Mario Andretti       | 31    |
| 10    | Dale Earnhardt       | 30    |
| 11    | Al Unser             | 27    |
| 12    | Derek Daly           | 27    |